# コナー・ウィホンギ
コナー・ウィホンギ (Connor Wihongi, 1997年8月20日 - )は、ジャパンラグビーリーグワン三重ホンダヒートに所属するラグビー選手。

## プロフィール
- ニュージーランド出身。
- ポジションはロック(LO)。
- 身長 200 cm、体重 120 kg

## 略歴
2016年、オークランド・ボーイズ・グラマー高校卒業後、山梨学院大学に入る。
2020年、山梨学院大学卒業後、秋田ノーザンブレッツラグビーフットボールクラブに加入。
2023年、三重ホンダヒートに加入。